# Wavrechain-sous-Denain
Wavrechain-sous-Denain és un municipi francès, situat a la regió dels Alts de França, al departament del Nord. L'any 2006 tenia 1.747 habitants. Limita al nord amb Oisy, al nord-est amb Hérin, a l'est amb Rouvignies, al sud amb Haulchin i a l'oest amb Denain.

## Demografia
| 1962                                       | 1968  | 1975  | 1982  | 1990  | 1999  | 2006  |
| ------------------------------------------ | ----- | ----- | ----- | ----- | ----- | ----- |
| 1.865                                      | 1.956 | 1.791 | 1.929 | 1.797 | 1.731 | 1.747 |
| Des de 1962: població sense dobles comptes |       |       |       |       |       |       |

## Administració
| Període   | Identitat        | Partit |
| --------- | ---------------- | ------ |
| 1971-2006 | Lucien Laurette  | PCF    |
| 2006-     | Jacques Delcroix | PCF    |